# Тусет, Гастон
Гастон Тусет (исп. Gaston Tuset; 19 октября 1942, Буэнос-Айрес, Аргентина — 1 мая 2023, Мехико, Мексика) — мексиканский актёр и режиссёр аргентинского происхождения.

## Биография
Родился 19 октября 1942 года в Буэнос-Айресе, вскоре переехал в Мексику. С детства мечтал стать актёром и вскоре его мечта была осушествлена — в 1975 году он дебютировал в телесериале Валентина, после которого он принял участие в 37 работах в сериалах и 1 полнометражном фильме (27 в качестве актёра и 10 в качестве режиссёра-постановщика). Являлся актёром с комедийными чертами характера. Во всех сериалах его герои классно улыбались, а сам актёр признавался, что принимает участие только в положительных ролях, отказываясь от отрицательных. В России актёр являлся известной личностью, т.к он принял участие в 7 сериалах, с успехом прошедших в РФ — Богатые тоже плачут, Никто кроме тебя, Дикая Роза, Моя вторая мама, Перекрёстки, Узы Любви и Истинная любовь, и 1 сериала, где он был режиссёром — Два лица страсти. Он снимался вплоть до 2014 года, после чего его биография обрывается.
Скончался 1 мая 2023 года в Мехико в возрасте 80 лет, о его смерти сообщила Национальная ассоциация переводчиков.

## Фильмография

### В качестве актёра

#### Фильмы
- 1986 — Rapunsell (не переводится)

#### Сериалы

##### Свыше 2-х сезонов
- 1985—2007 — Женщина, случаи из реальной жизни (22 сезона).

##### Televisa
- 1975 — Валентина — Анхель.
- 1978 — Вивиана — Падре Рауль.
- 1978 — Доменико Монтеро — Макс.
- 1979 — Богатые тоже плачут — Доктор Суарес.
- 1979 — Чёрные слёзы — Маркос де Альвеар.
- 1980 — Сандра и Паулина
- 1983 — Искорка — Падре Эухенио.
- 1985 — Никто кроме тебя — Андрес (в титрах — Gaston Tusset).
- 1985 — Пожить немножко — Алехандро Луссино.
- 1986 — Девчонка — Херман.
- 1987—1988 — Дикая Роза — Роке (дубл.Александр Воеводин) (в последних сериях в титрах — Gaston Tusset).
- 1989 — Моя вторая мама — Алехандро.
- 1990 — Дни без луны — Альфонсо.
- 1994 — Полёт орлицы — Мариано Эскобедо.
- 1994 — Перекрёстки — Доктор Миллер.
- 1995 — Узы любви — Нестор Миранда.
- 1997 — Секрет Алехандры — Аугусто.
- 1998 — В пылу злости — Марсело Берналь.
- 1998—1999 — Привилегия любить — Альфонсо.
- 2002 — Другая — Доктор Сальвадор Альманса.
- 2003 — Истинная любовь — Хервасио Моралес.
- 2007 — Любовь без грима
- 2007—2008 — Я люблю Хуана Керендон

###### Сериалы иных студий
- 2008—2009 — Благородные мошенники
- 2011 — Не с тобой, не без тебя

### В качестве режиссёра

#### Сериалы

##### Свыше 2-х сезонов
- 2008—по с.д - Роза Гваделупе (4 сезона) (совместно с 11 режиссёрами)

##### Televisa
- 1984 — Принцесса (совместно с Рафаэлем Банкельсом и Педром Дамианом)
- 1996 — Навсегда (совместно с Хуан Карлос Муньосом)
- 2001 — Девятая заповедь (совместно с Эриком Моралесом)
- 2001 — Злоумышленница (совместно с Мартой Луна, Патрисией Рейес Спиндола и Беатрис Шеридан)
- 2003—2004 — Полюбить снова (совместно с Клаудией Элизой Агилар)
- 2005 — Пабло и Андреа (совместно с Клаудией Элизой Агилар)
- 2006—2007 — Два лица страсти (Мексика-США; совместно с Клаудией Элизой Агилар)
- 2008 — Дорогой враг (совместно с Клаудией Элизой Агилар)
- 2010 — Сакатильо, место в твоём сердце